# 케미컬탱커

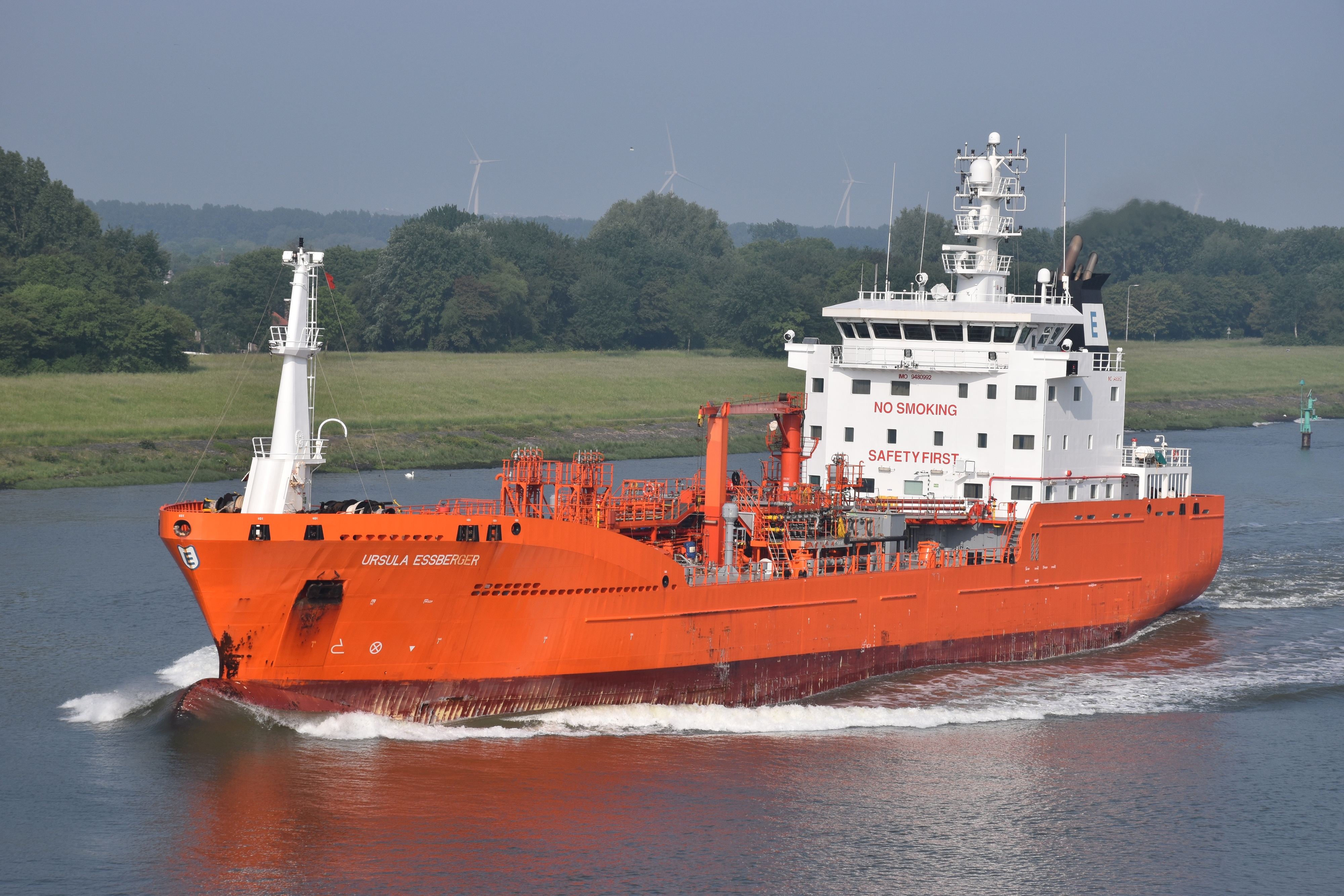

케미컬탱커(chemical tanker)는 화학 물질을 대량으로 운송하도록 설계된 유조선의 일종이다. 산업화학물질과 정제석유제품뿐 아니라 팜유, 채소기름, 탤로, 수산화 나트륨, 메탄올 등 높은 기준의 탱크 클리닝을 요하는 다른 유형의 민감한 화물들도 운송한다.
바다로 향하는 케미컬탱크의 규모는 5,000톤 DWT에서 35,000 DWT이며, 화물의 특수한 본성과 터미널의 규모 제한으로 인해 다른 탱커유형보다 평균 크기가 더 작은 편이다.